# جيك جاكوبس
جيك جاكوبس (بالإنجليزية: Jake Jacobs)‏ هو لاعب كرة قاعدة أمريكي، ولد في 9 يونيو 1937 في يونغزتاون في الولايات المتحدة، وتوفي في 26 يوليو 2010 في بالميتو في الولايات المتحدة بسبب خرف.